# Гура, Георгий Степанович
Георгий Степанович Гура (15 мая 1929 ― 21 мая 2011) ― советский и российский учёный, инженер железнодорожного транспорта, доктор технических наук, профессор, ректор Иркутского института инженеров железнодорожного транспорта (1980―1982), почётный гражданин города Сочи (1996), заслуженный деятель науки Российской Федерации.

## Биография
Георгий Степанович Гура родился 15 мая 1929 года в семье простых рабочих. В годы Великой Отечественной войны в возрасте 13 лет, в 1942 году, стал работать в паровозном депо станции Белореченская учеником слесаря по ремонту паровозов. Здесь продолжал свою трудовую деятельность до 1944 года. 
После окончания войны поступил обучаться и в 1951 году окончил с отличием Ростовский институт инженеров железнодорожного транспорта. За активную работу во время трудовой практики студентом был награждён Почётным Знаком Министерства Путей Сообщения. 
С февраля 1952 года начал работу на инженерно-командных должностях в локомотивных депо Южно-Донецкой и Донецкой железных дорог, был преподавателем специальных дисциплин в Тихорецком техникуме железнодорожного транспорта, позже стал трудиться в Белорусском Институте инженеров железнодорожного транспорта. С 1957 по 1958 годы исполнял обязанности декана механического факультета этого ВУЗа.
В 1958 году зачислен в аспирантуру Института машиноведения Академии наук СССР. Диссертацию на соискание степени кандидат наук успешно защищает в 1962 году, докторскую ― в 1974 году.
С 1962 по 1965 годы руководил отделом силовых передач Луганского филиала Всесоюзного научно-исследовательского тепловозного института. Его научная деятельность позволила успешно выполнить задачу по созданию Луганским и Людиновским тепловозо-строительными заводами мощных тепловозов с гидропередачей (ТГ-102,ТГ-106, ТГМ-3).
С 1965 года непрерывно работает в высшей школе доцентом, профессором, заведующим кафедрой, деканом Сочинского общетехнического факультета Краснодарского политехнического института, с 1980 по 1982 годы трудился в должности ректора Иркутского института инженеров железнодорожного транспорта, с 1982 года работал заведующим кафедрой Сочинского государственного университета туризма и курортного дела.
Участник многих международных конференций. По просьбе руководства Якутского филиала Сибирского отделения АН СССР принимал активное участие в подготовке научных кадров для Республики Саха-Якутия.
В 1990 году его избирают народным депутатом Центрального районного совета народных депутатов города Сочи. На протяжении нескольких лет он руководил постоянной депутатской комиссией по экономической реформе, плану и бюджету. Участвует в создании нормативно-правовой базы рыночной экономики города, принимает активное участие в подготовке первых Законов страны «О курортах» и «Основах туристской деятельности».
Решением Сочинской городской Думы от 24 декабря 1996 года, ему присвоено звание "Почётный гражданин города Сочи".
Являлся членом Научно-методического Совета Минобразования РФ по трибологии, членом Межведомственного Научного Совета Российской Академии наук, Союза научных обществ и объединений РФ, Министерства образования РФ и Министерства науки РФ по трению и смазкам. Автор более 140 научных трудов и изобретений.
Проживал в городе Сочи. Умер 21 мая 2011 года. 

## Награды
Заслуги отмечены медалями и званиями:
- Медаль «За доблестный труд в Великой Отечественной войне 1941—1945 гг.»,
- Заслуженный деятель науки и техники РФ,
- Почётный академик Российской Академии транспорта,
- Почётный работник высшего образования России
- Лауреат премии им Н. Е. Жуковского
- Заслуженный деятель науки Российской Федерации.

- Почётный гражданин города Сочи (24.12.1996).

## Монографии
- Новый кран машиниста МТЗ-222. Устройство, действие, эксплуатация и ремонт : учеб. пособие. – Минск : ДорНТО Белорус. ж. д. – 1957. – 35 с.
- На автоматических линиях. – Харьков,1962. – 19 с. – (Ударники коммунистического труда).
- Свободное и несвободное движение тел : учеб. пособие. по теоретич. и приклад. механике для инженер. специальностей вузов и механ.-математ. фак. ун-ов. – Ростов н/Д : Феникс, 2007. – 155 с. – (Высшее образование).
- Качение тел с трением. Фреттинг : моногр. – Сочи : Дория, 2009. – 295 с. – Библиогр.: с. 261–283. – Предм. указ.: с. 285–289. Автогр. на тит. л.
- Лекции о трении : краткий курс. – Сочи : Дория., 2010. – 166, [1] с.: ил.